# Leptothorax ambiguus
Leptothorax ambiguus är en myrart som beskrevs av Carlo Emery 1895. Leptothorax ambiguus ingår i släktet smalmyror, och familjen myror.

## Underarter
Arten delas in i följande underarter:
- L. a. ambiguus
- L. a. foveatus
- L. a. pinetorum